# Škrip (ruralna cjelina)
Ruralna cjelina Škrip, ruralna cjelina dijela sela Škripa, otok Brač.

## Opis dobra
Škrip je smješten u unutrašnjosti Brača na dominantnom položaju prema sjevernoj strani otoka i na strateški važnom mjestu prema susjednom kopnu. Naselje Škrip je jedinstvena povijesna cjelina ruralnog karaktera koja nastaje na prostoru brončanodobnog gradinskog naselja i kasnije rimske naseobine, a razvilo se u skladno naselje središnjeg dijela otoka Brača s rezidencijalnim utvrđenim dvorcem i baroknom župnom crkvom. Arhitektura naselja odaje organsku strukturu u kultiviranom pejsažu, a parter glavne uzdužne komunikacije s longitudinalnom poljanom dijelom je uglačana prirodna stijena. Ruralno naselje Škrip sa svojim prirodnim okruženjem čini uravnoteženu ambijentalnu i prirodnu cjelinu s iznimno sačuvanim spomenicima svih povijesnih razdoblja.

## Zaštita
Pod oznakom Z-6317 zavedena je kao nepokretno kulturno dobro - kulturno-povijesna cjelina, pravna statusa zaštićena kulturnog dobra, klasificirano kao "kulturno-povijesna cjelina".